# Туманян, Гай Лазаревич
Гай (Гайк) Лазаревич Туманян (псевдоним Андрей) (12 мая 1901 — 20 ноября 1971) — советский военный деятель, генерал-лейтенант танковых войск (19.04.1945), уполномоченный Военного совета по организации и руководству партизанским движением на Северо-Западном фронте во время Великой Отечественной войны, кандидат исторических наук. Член РСДРП(б)/РКП(б)/ВКП(б)/КПСС с августа 1917 года.

## Биография

### Детство и юность
Гай Туманян родился 12 мая 1901 года в Тифлисе. С юношества приобщился к подпольным организациям большевиков и активно участвовал в их жизни. В мемуарах С. А. Микояна приводятся воспоминания самого Гая Лазаревича (являлся братом жены Анастаса Микояна) о том, что он в 16 лет по поручению Камо перевозил в Баку деньги. Весной 1917 года окончил 5 классов мужской гимназии. С приходом к власти в стране дашнаков, Гай вместе с отцом оказался в тюрьме за укрывательство в доме большевика.

### На службе в Красной Армии
В Красной Армии с 1924 года. Занимал различные должности: был помощником военкома, военкомом Горской национальной кавалерийской школы, помощником по политчасти командира 61-го кавалерийского полка, командиром батальона 3-го полка Тихоокеанской дивизии. В начале 1920-х окончил Коммунистический университет им. Я. М. Свердлова в Москве. В 1929 году с отличием окончил Восточный факультет Академии РККА им. М. В. Фрунзе. Участвовал в боях на КВЖД.
С февраля 1930-го находился в распоряжении Разведуправления Штаба РККА. Затем около пяти лет работал в советском консульстве в Харбине. Был Первым секретарём консульства СССР в Харбине, сотрудником для особых поручений (с 1935 года), начальником спецотделения «А» (с февраля 1936 года) РУ РККА.
Во время войны в Испании был военным советником Республиканской армии. Так же руководил рядом разведчиков, одним из которых являлась Урсула Хамбургер. Был награждён орденом Красного Знамени. Участвовал в советско-финской войне.

### Великая Отечественная война
Войну начал в качестве представителя Северо-Западного направления по руководству партизанским движением и военного комиссара 2-го гвардейского стрелкового корпуса, которым являлся до апреля 1942 года. После — военный комиссар 2-го танкового корпуса под командованием Героя Советского Союза генерала А. И. Лизюкова. После назначение А. И. Лизюкова в 5-ю танковою армию, вместе с ним, по просьбе самого генерала, туда же был переведён и Туманян.
С 5-й танковой армией (2-го формирования) участвовал в операции «Уран».
С 24-го января 1944 года — член военного совета 6-й танковой армии.

### После войны
После победы над Германией вместе с 6-й танковой армией был отправлен на Дальний Восток, где участвовал в боях с японской армией.
С 1946 года по 1961 год работал начальником политотдела Академии бронетанковых и механизированных войск им. Сталина, затем с 23 мая 1961 года по 17 февраля 1969 года – заместителем начальника Центра командно-измерительных комплексов искусственных спутников Земли и космических объектов по политической части — начальником политического отдела Центра КИК (Главного управления космических средств Министерства обороны).  28 февраля 1969 года вышел в отставку. В 1969-1971 годах преподавал марксизм-ленинизм в Московском авиационном институте.
Умер 20 ноября 1971 года. Похоронен на Новодевичьем кладбище в Москве.

## Награды
- два ордена Ленина (08.09.1945[3], 20.06.1949[4][5])
- шесть орденов Красного Знамени    (21.06.1937[6][7], 05.05.1942[8],  14.02.1943[9],  17.05.1944[7],  03.11.1944[10][5], 05.11.1954[7][5])
- Орден Кутузова I степени (28.04.1945)[11]
- Орден Богдана Хмельницкого I степени (13.06.1944)[12]
- Орден Суворова II степени (26.10.1943)[6]
- Орден Трудового Красного Знамени
- Орден Красной Звезды (22.02.1941)[7]
  - медали в том числе:
  - «XX лет Рабоче-Крестьянской Красной Армии» (1938)[7]
  - «Партизану Отечественной войны» I степени   (1944)[7]
  - «За оборону Ленинграда» (1943)[7]
  - «За оборону Сталинграда» (1943)[7]
  - «За победу над Германией в Великой Отечественной войне 1941—1945 гг.» (1945)[7]
  - «За победу над Японией» (1945)[7]
  - «За взятие Будапешта» (1945)[7]
  - «За взятие Вены» (1945)[7]
  - «За освобождение Праги» (1945)[7]

Других государств
- орден Возрождения Польши (ПНР)
- орден Заслуг Венгерской Народной Республики (ВНР)
- орден Красного Знамени (МНР)

### Комментарии
1. ↑  5-я ТА первого формирования была практически полностью уничтожена в боях под Воронежем в первых числах июля 1942; командующий армией ген. А.И. Лизюков погиб при невыясненных обстоятельствах. Роль Г.Л.Туманяна в этих событиях изучена недостаточно.
2. ↑  Перед началом контрнаступления под Сталинградом произошел неприятный эпизод с участием Гая. Во время перепалки он ударил командира, оттягивающего выполнения приказа. Начальник Главного политуправления Красной Армии А. С. Щербаков доложил Сталину об этом с предложением отдать Туманяна под суд. Но Сталин на это сказал[1]:

«Туманяна знаю, оставьте его в покое»